# Патриоти.еу
Патриоти.еу (енгл. Patriots.eu, фр. Patriotes.eu)), претходно познати као Странка идентитет и демократија (енгл. Identity and Democracy Party, фр. Parti Identité et Démocratie) савез је националистичких, популистичких и евроскептичних политичких странака у Европи. Њена посланичка група у Европском парламенту је Патриоти за Европу.